# Grand-Balé
Grand-Balé est une commune rurale située dans le département de Yaho de la province des Balé dans la région de la Boucle du Mouhoun au Burkina Faso.

## Géographie
Le territoire de la commune est traversé par la ligne ferroviaire d'Abidjan à Ouagadougou et possède un arrêt, la gare de Grand-Balé.